# جوليان فيلوز
جوليان الكسندر كيتشنر-فيلوز (بالإنجليزية: Julian Fellowes) ، ولقبه الرسمي البارون فيلوز من غرب ستافورد، (من مواليد 17 أغسطس 1949) ممثل، كاتب سيناريو ، روائي بريطاني، وعضو حزب المحافظين في مجلس اللوردات.
يعد فيلوز صاحب الروايات الأعلى مبيعاً وفقاً لصنداي تايمز، وهو صاحب سيناريو فيلم غوسفورد بارك الذي حصل على جائزة الأوسكار لأفضل سيناريو أصلي في عام 2002، بالإضافة إلى كونه الكاتب والمنتج التنفيذي للمسلسل التلفزيوني Downton Abbey والذي حاز على عدة جوائز بريطانية.

## وصلات خارجية
- جوليان فيلوز على موقع IMDb (الإنجليزية)
- جوليان فيلوز على موقع الموسوعة البريطانية (الإنجليزية)
- جوليان فيلوز على موقع قاعدة بيانات الأفلام العربية
- جوليان فيلوز على موقع ألو سيني (الفرنسية)
- جوليان فيلوز على موقع ميوزك برينز (الإنجليزية)
- جوليان فيلوز على موقع أول موفي (الإنجليزية)
- جوليان فيلوز على موقع بوكس أوفيس موجو (الإنجليزية)
- جوليان فيلوز على موقع قاعدة بيانات برودواي على الإنترنت (الإنجليزية)
- جوليان فيلوز على موقع قاعدة بيانات الأفلام السويدية (السويدية)
- جوليان فيلوز على موقع إن إن دي بي (الإنجليزية)